# Barbad
Barbad (pers. ‏ بربد, Bārbad‎) – perski muzyk i poeta, nadworny muzyk władcy Iranu z dynastii Sasanidów Chosroua II Parwiza (591–628).

## Życiorys
Barbad pochodził z Dżahromu lub z Antiochii Margiańskiej. Historia wejścia Barbada na dwór królewski przedstawiona jest w legendzie spisanej przez Ferdousiego. Starania Barbada o posadę nadwornego minstrela Chosroua II Parwiza były torpedowane przez głównego minstrela Sargisa zazdrośnie strzegącego własnej pozycji na dworze. By zaprezentować się przed królem, Barbad zakradł się na ucztę władcy i schowany w krzakach w ogrodzie królewskim zaśpiewał trzy utwory akompaniując sobie na lutni barbat. Król, oczarowany występem Barbada, uczynił go swym głównym minstrelem.
Według innych legend Barbad poprzez swoją muzykę i poezję miał mieć szczególny wpływ na króla, przekazując mu w ten sposób niewygodne prawdy i interweniując w sprawach dworzan i poddanych. Kiedy padł ulubiony koń króla, Szabdiz (uchodzący za najszybszego konia na świecie), nikt nie śmiał przekazać władcy tej wiadomości w obawie o własne życie ponieważ król zapowiedział wcześniej zabić każdego posłańca przynoszącego taką wieść. To Barbad zaśpiewał królowi pieśń, po wysłuchaniu której władca miał sam oznajmić, że jego koń padł. Według innej legendy, Szirin, ulubiona żona króla, miała otrzymać za sprawą Barbada obiecany przez króla pałac, o którym władca zapomniał. W zamian za tę przysługę, królowa podarowała Barbadowi posiadłość koło Isfahanu.
Barbad pisał panegiryki i elegie, które wykonywał przy własnym akompaniamencie. Występował publicznie z okazji festiwali i świąt, m.in. podczas nouruzu i mehraganu. Talent muzyczny Barbada miał być równie wielki co jego zdolności poetyckie. Według przekazów islamskich, talentu Barbada pozazdrościł jeden z nadwornych muzyków, który korzystając z krótkiej nieobecności mistrza, rozstroił mu instrument tuż przed występem. Król nie tolerował strojenia instrumentów w swojej obecności. Nieświadomy Barbad rozpoczął występ a zorientowawszy się, grał dalej w taki sposób, by nie słychać było, że instrument nie stroi.
Barbad stworzył system muzyczny oparty na siedmiu skalach tzw. chosrawani, trzydziestu lahn i 360 melodii dastan na każdy dzień roku wykonywanych na przyjęciach królewskich. W systemie tym upatrywane są początki perskiego radifu.
Śmierć Barbada owiana jest również legendą. Po śmierci Chosroua Barbad miał przybyć na uroczystości pogrzebowe, zaśpiewać elegie a następnie uciąć sobie cztery palce i spalić instrumenty, po czym słuch o nim zaginął. Według innej legendy Barbad miał być otruty przez rywalizującego minstrela.